# Keresztespuszta
Keresztespuszta é uma localidade próxima ao município de Görcsöny, situado no condado de Baranya, na Hungria. Tem 0,15 km² de área e sua população em 2019 foi estimada em 209 habitantes.